# Moosch
Moosch es una localidad y comuna francesa, situada en el departamento de Alto Rin, en la región de Alsacia. 

## Demografía
| 1981 | 2016 | 1953 | 1897 | 1906 | 1912 |
| Para los censos de 1962 a 1999 la población legal corresponde a la población sin duplicidades (Fuente: INSEE [Consultar]) |      |      |      |      |      |